# 1-й Севастопольский полк морской пехоты
1-й Севастопольский полк морской пехоты, 1-й Севастопольский полк МП, 1-й Севастопольский морской полк - импровизированная часть морской пехоты, сформированная осенью 1941 года из личного состава моряков Черноморского флота и действовавшее на начальном этапе обороны Севастополя. Участвовал в отражении первого и второго штурма Севастополя. В январе 1942 стал основой формирования 8-й бригады морской пехоты Черноморского флота 2-го формирования.

## Предыстория
После создания Одесского оборонительного района (OOР) были сформированы 1-й и 2-й Черноморские полки морской пехоты Одесской военно-морской базы. По численности и вооружению это были они были ближе к батальонам: в одном набралось 1300 бойцов, в другом — около 700. 1-й Черноморский полк морской пехоты под командованием полковника Я. И. Осипова 8 августа 1941 года занял участок обороны в восточном секторе в районе Григорьевка, Булдинки, Старая Дофиновка.
С 3 сентября 1941 по 10 сентября 1941 года сформирована Одесская стрелковая дивизия, ставшая позднее 421-й СД, после чего ей и её полкам была присвоена общевойсковая нумерация.1-й морской полк в ней стал 1330-м полком, 26-й полк НКВД 1331-м полком. Дивизия занимала оборону на подступах к Одессе между Хаджибейским и Куяльницким лиманами.
В конце ноября 1941 года части морской пехоты эвакуированные из Одессы стали основой для формирования 109-й СД. Её 381-м полком стал 1330-й полк — бывший 1-й Черноморский полк МП, расформированной ранее 421-й СД. 
Поскольку имена собственные в названии частей в РККА, как правило, в первый период войны не применялись, в документах 1-й Черноморский полк МП (1330-й полк, позднее 381-й полк) и 1-й Севастопольский полк МП как 1-й полк МП часто смешивают, однако непосредственной преемственности они не имеют. Позднее существовал одноимённый 1-й полк МП Балтийского флота.
Преемственность 1-го Севастопольского полка МП ведётся от 1-го Перекопского отряда МП или 1-го Перекопского отряда моряков (сформирован из 1-го батальона 7-й бригады МП капитана Г. Ф. Сонина). Выжившие бойцы отряда вошли в состав 1-го батальона полка .

## История

### Формирование
9 ноября 1941 года в Севастопольском оборонительном районе (СОР) был сформирован 1-й Севастопольский полк МП. Его 1-м батальоном стал 1-й Перекопский отряд МП. 2-м батальоном — батальон Дунайской флотилии и 17-я пулемётная рота. 3-м батальном — батальон Школы оружия Черноморского флота и батальон Объединенной школы учебного отряда. Штаб полка был сформирован из штаба расформированной 42-й кавалерийской дивизии. Командиром полка был назначен бывший начальник Школы оружия, затем командир батальона этой школы полковник П. Ф. Горпищенко, военком — батальонный комиссар П. А. Чапский.

### В оперативном подчинении 172-й стрелковой дивизии
В боях на Ишуньских позициях 172-я стрелковой дивизии понесла тяжёлые потери, 383-й, 514-й и 747-й полки насчитывали не более 300 бойцов, артиллерийский полк имел всего два 76-мм орудия. Численность дивизии к моменту выхода к Севастополю составляла чуть более тысячи человек. Однако в Севастополь из городов Крыма были выведены ранее имевшие «броню» от призыва ценные работники, специалисты, а также часть осеннего призыва 1941 года. В Севастополь вышли ещё 1,8 тыс. человек из остатков сапёрного батальона, 747-го полка, остатки батальона связи и другие. Подразделения дивизии были сведены в 514-й стрелковый полк двухбатальонного состава. Дивизии были оперативно приданы 1-й Севастопольский полк морской пехоты (сформирован за счёт 1-го Перекопского батальона, батальона и 17-й пулемётной роты Дунайской военной флотилии, батальона школы оружия) и 2-й Черноморский полк морской пехоты (сформирован за счёт 1-го отдельного Севастопольского караульного батальона береговой обороны, стрелкового батальона Николаевской военно-морской базы, сводного батальона Очаковской базы, в который вошёл личный состав базы торпедных катеров и части морпогранохраны НКВД, батальона 106-й стрелковой дивизии).
10 ноября 1941 года в состав 172-й стрелковой дивизии вошёл 31-й стрелковый полк. С этого момента дивизия находилась на обороне 2-го сектора Севастопольского оборонительного района, протяжённостью 18,5 километров. В ходе 2-го штурма советские войска в секторе, в основном, удержали свои позиции. 
Во второй половине дня 17 декабря противник усилил натиск на позиции полка. Немцам удалось сбить 2-й батальон полка (командир капитан A. Г. Петровский, военком старший политрук Н. В. Рыбаков) и частично овладеть его окопами. Завязалась рукопашная схватка, в ходе которой командир был убит, а военком тяжело ранен. Комендант сектора полковник Н. А. Ласкин решил восстановить положение на всех участках сектора силами находившейся в его резерве 7-й бригады морской пехоты. 1-й батальон этой бригады к исходу дня выбил немцев с высоты, на которой находится Итальянское кладбище, в исходное положение. Одновременно 2-й батальон 7-й бригады (командир капитан А. С. Гегешидзе, военком батальонный комиссар А. П. Турулин) стремительно атаковал немцев на участке 2-го батальона 1-го Севастопольского полка и также отбросил их в исходное положение. 
Полк занимал оборону во Втором секторе СОР. В декабре 1941 года перед вторым штурмом в оперативном подчинении 172-й сд Приморской армии. В ходе второго штурма полк потерпел значительные потери.
29 декабря разведка донесла, что во втором секторе противник оставил хутор Кара-Коба. Для его занятия командир полка полковник П. Ф. Горпищенко выделил два взвода под командованием младших лейтенантов И. С. Петрошенко и Е. А. Жукова. При подходе к хутору оба взвода попали под сильный минометный огонь противника и, понеся потери, отошли на исходные позиции. 

### Переформирование в 8-ю БрМП 2-го формирования

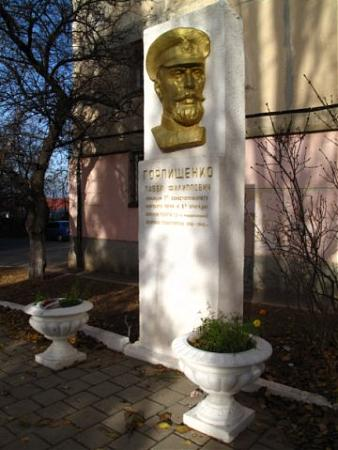
Памятник Горпищенко П.Ф. в Севастополе, ул. Горпищенко 47

После отражения второго штурма Севастополя Приказом командующего ЧФ №003 от 14 января 1942 года была расформирована почти полностью потерявшая личный состав и находившаяся на отдыхе в посёлке Бартеньевка (Северная сторона) 8-я БрМП 1-го формирования. 29 января 1942 года приказом командующего ЧФ № 079 в составе СОР была вновь сформирована 8-я бригада морской пехоты Черноморского флота 2-го формирования на основе 1-го Севастопольского полка МП. Ее новым командиром стал командир этого полка полковник П. Ф. Горпищенко, военком — батальонный комиссар П. А. Чапский.
Период полка в действующей армии 9.11.1941 - 20.01.1942. А. В. Неменко утверждает по документам СОР, что полк существовал до 10.01. 1942.

## Память
Имя полка нанесено на Мемориале 2-го сектора обороны Севастополя. Архитектор - А. Л. Шеффер. Открыт 30 октября 1961 года.
Текст: "2-й сектор Севастопольского оборонительного района X-1941 г. - VII-1942 г. Здесь сражались 172-я стрелковая дивизия, 386-я стрелковая дивизия, 7-я бригада морской пехоты, 1-й Севастопольский морской полк, 2-й полк морской пехоты".